# دان أوبراين
دان أوبراين (بالإنجليزية: Dan O'Brien)‏ (5 أبريل 1986 بشورفيو في الولايات المتحدة - ) هو لاعب كرة قدم أمريكي في مركز الوسط. لعب مع Tampa Bay Rowdies ‏ وHawke's Bay United FC ‏ وMinnesota Thunder ‏ وWestern Suburbs FC ‏ ودي موين  مانس ‏.

## وصلات خارجية
- دان أوبراين على موقع قاعدة بيانات كرة القدم.إي يو (الإنجليزية)